# Graniczna Wieś
Graniczna Wieś is een plaats in het Poolse district  Gdański, woiwodschap Pommeren. De plaats maakt deel uit van de gemeente Trąbki Wielkie en telt 252 inwoners.